# ヤンマー

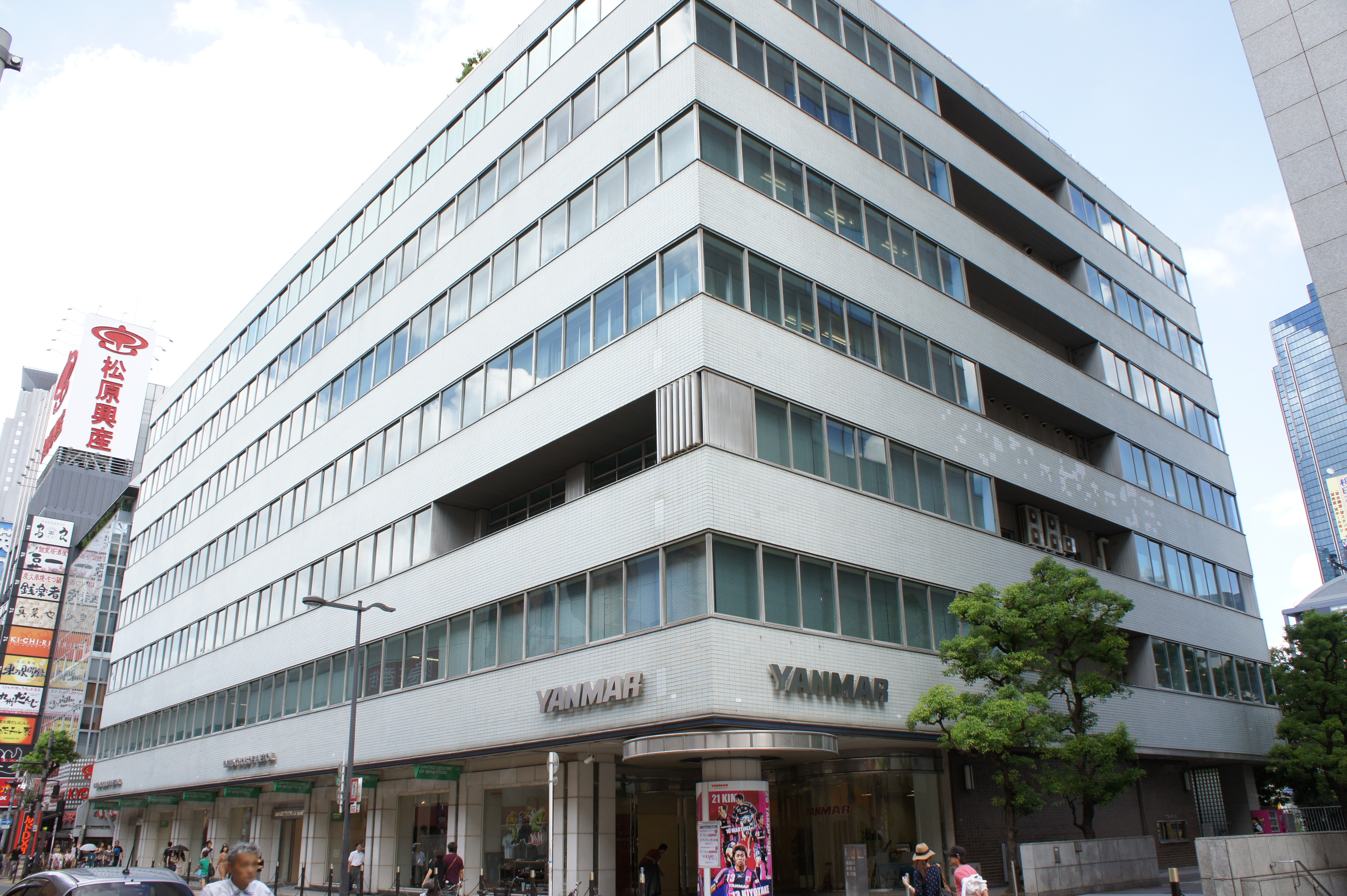
建替工事前のヤンマー本社（現・ヤンマーホールディングス本社）ビル

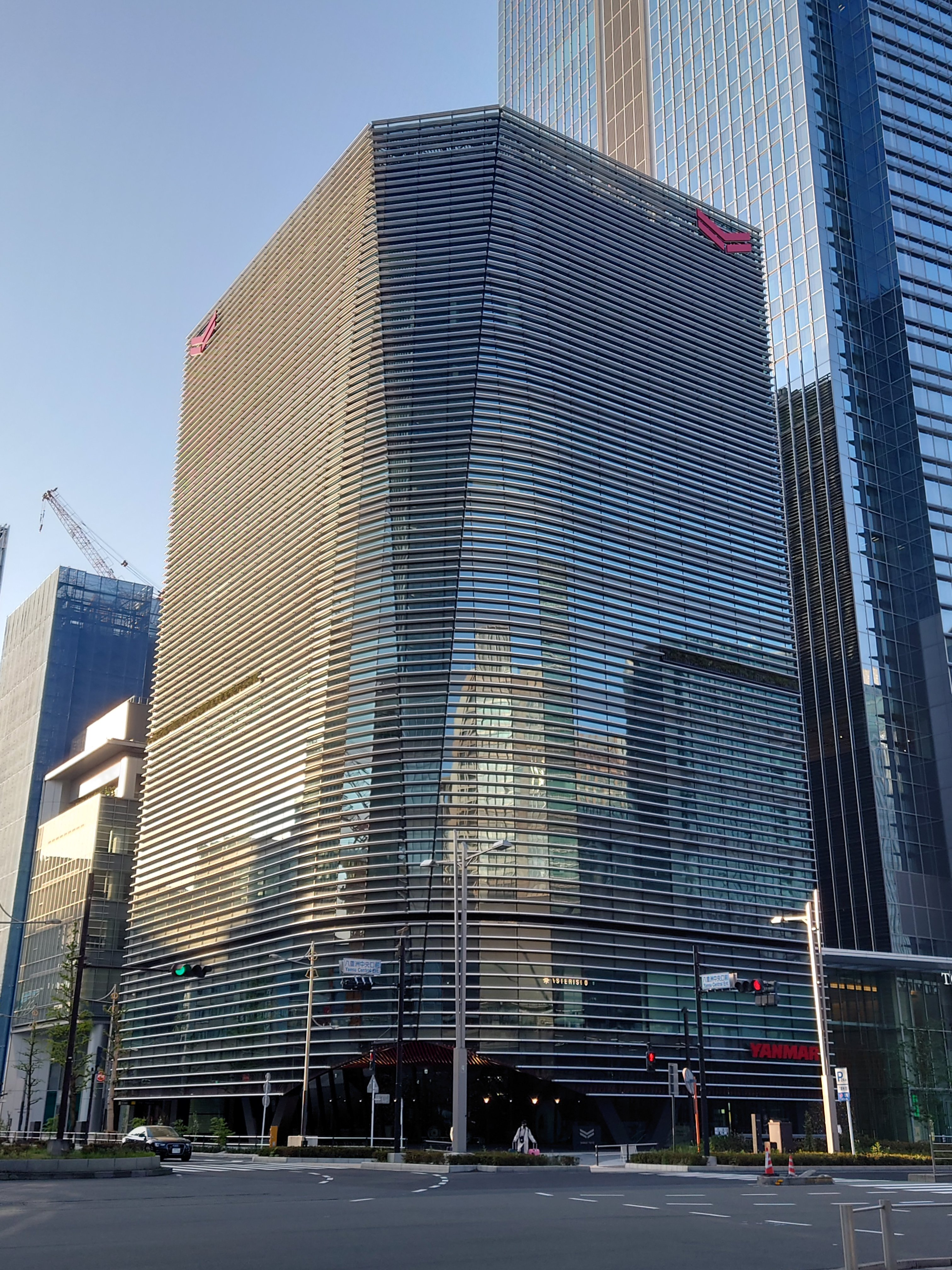
ヤンマー東京ビル建替後のYANMAR TOKYO（東京都中央区八重洲）

ヤンマー（英称：YANMAR）は、日本の発動機（エンジン。汎用、産業用を含む）ならびに農機、建機、小型船舶の製造・販売を行う大手企業グループ、およびそのブランドである。本社所在地は大阪府大阪市北区茶屋町。
2013年4月1日よりヤンマーホールディングス株式会社（Yanmar Holdings Co., Ltd.）を中心とした持株会社制に移行。なお、日本の大手農業機械メーカーでは最初に持株会社制に移行したメーカーでもある。本項ではこれについても記述する。
2019年現在のコーポレート・スローガンは「A SUSTAINABLE FUTURE -テクノロジーで、新しい豊かさへ。-」（2016年制定）。
2022年創業110周年。

## 概要
創業者の山岡孫吉により、1907年（明治40年）、天満堀川に架かっていた寺町橋の東詰、大阪府大阪市北区綿屋町14番地（現・末広町）の長屋で、山岡瓦斯商会を開業。当初は工場用ガスエンジンの転売・改造を取り扱うブローカーであった。第一次世界大戦後、1920年からは農業用に適する石油発動機の自社製造に着手し、メーカーとしての道を本格的に歩み始める。
商標「ヤンマー」（のち社名ともなる）は、当初、豊作のシンボルであるトンボ印で新聞広告を行っていたが、すでに静岡県の醤油機械メーカーが商標権を取得していたため、代案として大型のトンボ、オニヤンマにちなんで命名されたものである。創業者の姓の「山岡」に発音が近かったのも決め手となった。
1933年（昭和8年）12月23日には、石油発動機よりも経済的だが技術的ハードルの高かった、小型高速ディーゼルエンジンの自社開発に成功（「HB型」ディーゼルエンジン）。以降は中・高速型のディーゼルエンジンとこれを利用した工業製品の生産で業績を伸長してきた。そのためか、同社が開発し製造したディーゼルエンジンは全般的に信頼性および耐久性が非常に高い事で知られており、創業当初から「ものづくり精神」という概念を21世紀の今日まで頑なに守り続けている。
業界における大手メーカーではあるが、競合するクボタや井関農機（以下ヰセキ）と異なり、2024年（令和6年）時点でも非上場である。
マスコットキャラクターは、ヤン坊とマー坊で、1959年（昭和34年）より同社イメージ・CMソング「ヤン坊・マー坊の歌」や、かつて日中の夕方や夜に放送されていた天気予報番組「ヤン坊マー坊天気予報」（冠番組）のタイトルにも冠している。キャラクターデザインは繰り返し更新され、2024年に8度目のリニューアルが公開された。
2016年（平成28年）3月1日、マリン事業で国内一強のヤマハ発動機に対抗するため、トヨタ自動車とプレジャーボート分野において業務提携することを基本合意したと発表する。
大輪会の会員企業である。

## 沿革

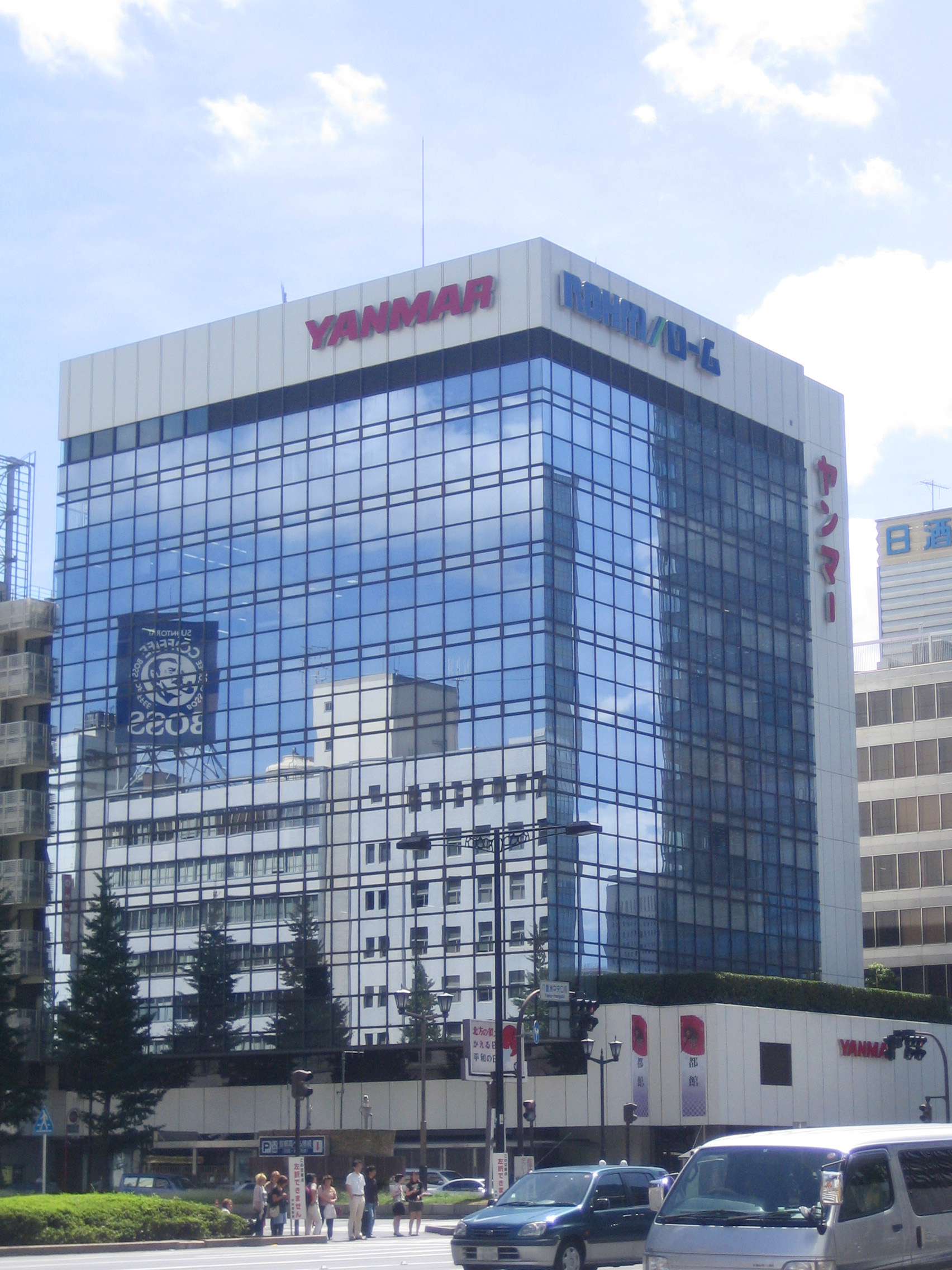
建て替え前のヤンマー東京支社

- 1912年（明治45年）3月 - 大阪府大阪市北区北野西之町（現・茶屋町）にて山岡発動機工作所として創業。
- 1921年（大正10年） - 「ヤンマー」の商標誕生。
- 1931年（昭和6年） - 株式会社山岡発動機工作所設立。
- 1936年（昭和11年） - 山岡内燃機株式会社設立。これと同時に尼崎工場を建設。
- 1937年（昭和12年） - 国産初の農業用乗用型トラクターを製造・発売[10]。
- 1940年（昭和15年） - 山岡内燃機が山岡発動機工作所を合併する。
- 1942年（昭和17年） - 長浜工場を建設。
- 1947年（昭和22年） - 小型漁船をディーゼル化。
- 1952年（昭和27年） - 社名をヤンマーディーゼル株式会社に変更する。
- 1955年（昭和30年） - ドイツ発明協会から「ディーゼル金賞牌」を受賞。
- 1957年（昭和32年） - 西ドイツから「ドイツ大功労十字章」を授与。ブラジルに現地法人を設立。また、自社開発の農機用半水冷265 cc単気筒OHVディーゼルエンジン「ヤンマーエース T65型」を搭載したキャブオーバートラックの試作車「ヤンマーKT型トラック」を発表[11]。
- 1958年（昭和33年）10月 - 「KT型トラック」をベースに市販化した軽トラックの初代「ポニー（KT3/KTS型）」を発表・発売。量産型の軽自動車としては史上初のディーゼルエンジン搭載市販車となるが、エンジンの出力（実用回転数）があまりにも低すぎるため短命に終わり、後述する2代目「ポニー」へ発展することとなる。総生産台数は330台。
- 1960年（昭和35年）10月 - 初代「ポニー」の全面改良型となる強制空冷V型2気筒358 ccのOHVディーゼルエンジン「2A2型」を搭載した2代目「ポニー（KYT型）」を発表・発売[12]。こちらもエンジンの出力が依然として低すぎるため結局短命に終わり、1962年（昭和37年）5月に販売を終了。総生産台数は650台。
- 1961年（昭和36年） - ヤンマー農機株式会社を設立。農業機械の生産を開始。同年、「藤井製作所（岡山）」「協和農機（高知）」「竹下鉄工（福岡）」の3社（後の「セイレイ工業株式会社」）と業務提携。
- 1962年（昭和37年） - ロータリーエンジンの試作・試運転に成功。シンガポールにサービス拠点を設立。創始者の山岡孫吉が逝去。山岡康人が社長に就任する。
- 1963年（昭和38年） - 山岡康人が急逝。山岡淳男が3代目社長に就任。
- 1966年（昭和41年） - タイにサービス拠点を設立。小型建設機械の生産を開始。
- 1967年（昭和42年） - マレーシアに現地法人を設立。
- 1968年（昭和43年） - エンジン業界としては初のデミング賞を受賞。
- 1972年（昭和47年） - ヤンマー造船株式会社とヤンマー産業株式会社を設立。インドネシアに現地法人を設立。またヤンマー農機が米国ジョンディアと業務提携。
- 1976年（昭和51年） - オランダにサービス拠点を設立。
- 1977年（昭和52年） - 尼崎工場が国内初の日本海事協会より量産機器工場認定に指定される。
- 1978年（昭和53年） - タイに現地法人を設立。尼崎工場が「アメリカ船級協会」「ロイド船級協会」から生産機種認定工場の指定を受ける。
- 1981年（昭和56年） - アメリカに現地法人を設立。
- 1982年（昭和57年） - ガスタービンの製造を開始。
- 1983年（昭和58年） - 世界最小の空冷ディーゼルエンジン「L型」を開発。
- 1987年（昭和62年） - 世界初のディーゼル船外機を開発。
- 1988年（昭和63年） - ガスエンジンヒートポンプの生産を開始。「ヤンマーマリンファーム」を設立。
- 1989年（平成元年） - オランダおよびシンガポールに現地法人を設立。フランスでアンマン社と合弁会社を設立。
- 1990年（平成2年） - 生ゴミ処理・水処理装置等を開発し、環境分野へ本格参入。
- 1991年（平成3年） - ヤンマー農機が石川島芝浦機械株式会社（現・IHIアグリテック）と業務提携。
- 1992年（平成4年） - ディーゼルエンジンの生産が1000万台を突破。各生産事業所にてISO 9001の認証を受ける。
- 1993年（平成5年） - ディーゼルエンジン用「ユニットインジェクター」が全国発明表彰受賞。上海に駐在事務所を開設。
- 1995年（平成7年） - 滋賀県東浅井郡びわ町（現・長浜市）にびわ工場を建設。イタリアのカジバ社と合弁会社を設立。
- 1997年（平成9年） - 関連各工場で「ISO 14001」を取得。
- 1998年（平成10年） - 山岡淳男が勲二等瑞宝章を受章。これに伴い山岡健人が4代目社長に就任し、淳男は会長に就任。中国江蘇省無錫市に「洋馬農機（中国）有限公司」を設立。
- 1999年（平成11年） - クールコンテナ運用が環境大臣賞を受賞。7つの販売会社体制に移行する。
- 2000年（平成12年） - 滋賀県坂田郡米原町（現・米原市）に中央研究所を開所。マイクロガスコージェネおよびミラーサイクルガスコージェネが平成11年度省エネ大賞を受賞。ヤンマーエネルギーシステム製造株式会社を設立。
- 2002年（平成14年） - 創業90周年を迎え、社名をヤンマー株式会社に変更する。それに伴いヤンマーマリンインターナショナル、ヤンマー舶用システム株式会社およびヤンマー物流サービス株式会社を設立。
- 2003年（平成15年） - ヤンマーエネルギーシステム株式会社を設立。中国に洋馬発動機（上海）有限公司、山東時風洋馬発動機有限公司をそれぞれ設立。
- 2004年（平成16年） - 国内にヤンマー建機株式会社およびヤンマー建機販売株式会社を、タイにヤンマー農機タイランドをそれぞれ設立。
- 2005年（平成17年） - シンボルマーク（ブランドロゴマーク）を刷新。韓国にヤンマー農機韓国株式会社を設立。
- 2006年（平成18年） - 立形汎用エンジンが生産累計500万台を達成。インドに駐在員事務所を開設。東近江木質バイオマス発電共同研究における試験を開始。北米でのトラクター販売会社C.U.T. Supply Company LLCを設立。
- 2007年（平成19年） - 1933年（昭和8年）に製造および販売された同社初の汎用小型水冷横型ディーゼルエンジン（発動機）「HB型」が機械遺産（8号）に認定。ヤンマー農機社長に阿部修司が就任。北米における農機事業会社YANMAR AGRICULTURAL MACHINERY AMERICA CORPを設立。これに伴い現地にて小型汎用トラクターの生産を開始。北米の関連会社を再編成する。
- 2008年（平成20年） - ヤンマー農機販売株式会社およびヤンマーグリーンシステム株式会社を設立。また、マレーシアのサバ州にYanmar Kota kinabalu R&Dを開設。
- 2009年（平成21年）2月21日 - 子会社のヤンマー農機を吸収合併。これに伴いヤンマー農機は解散[13]。
- 2010年（平成22年）4月 - コーポレート・スローガンとして「Solutioneering together」を制定。
- 2011年（平成23年）
  - 10月 - ヤンマー中央研究所が「2011年度 グッドデザイン賞」を受賞[14][15]。
  - 12月 - 本社建て替えに伴い、茶屋町から鶴野町に仮移転。
- 2012年（平成24年）
  - 3月 - 創業100周年。
  - 9月 - マンチェスター・ユナイテッドと3年間のパートナシップ契約を締結[16]。
- 2013年（平成25年）
  - 2月21日 - 滋賀県長浜市三和町に体験型テーマパーク「ヤンマーミュージアム」を開設。
  - 4月1日 -
    - 株式移転により純粋持株会社「ヤンマーホールディングス株式会社」を新設し、持株会社制へ移行、その下に産業用エンジン・農業機械・建設機械・エネルギーシステムなどを主な事業内容とする事業会社を配置[17][18]。これに伴い工業デザイナーの奥山清行が同日付で社外取締役に就任[19]。
    - 農業機械製造子会社であるヤンマー農機製造が、セイレイ工業株式会社を合併。

  - 7月8日 - 大手オフィス系PCソフトメーカーのソリマチと業務提携[20]。
  - 7月25日 - 奥山清行のデザインによる農業用トラクターのコンセプトモデル「YT01」を公開[21][22]。また、これと同時に佐藤可士和のデザインによる新シンボルマーク（ブランドロゴマーク）を発表[23]。
  - 12月 - 汎用空冷単気筒ガソリンエンジン「GA」シリーズが製造終了。事実上、ガソリンエンジンの自社開発・製造から完全撤退することとなった。

- 2014年（平成26年）

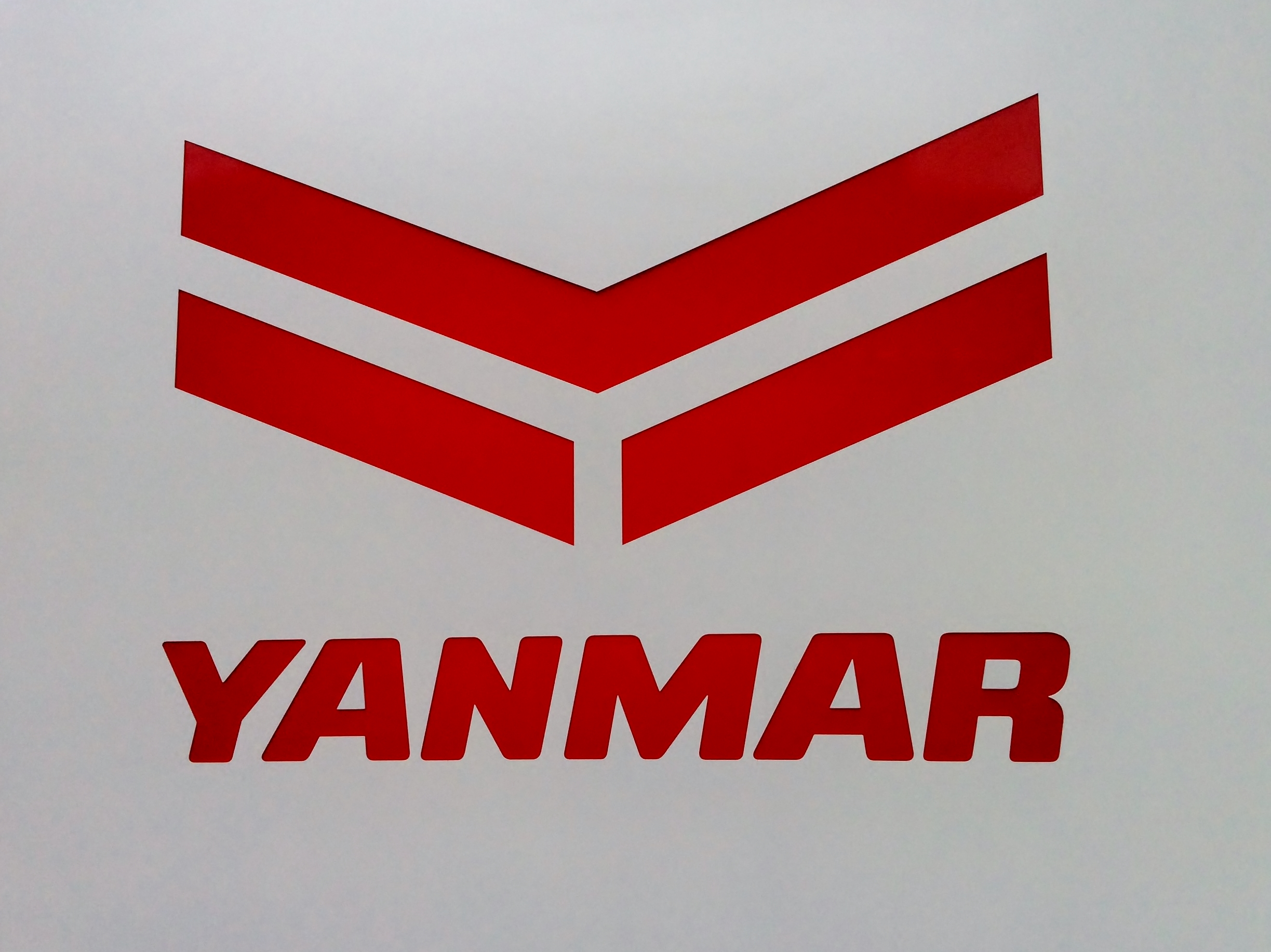
2013年7月26日に制定された佐藤可士和のデザインによるヤンマーの新シンボルマーク

  - 1月1日 - ヤンマー農機販売およびホクトヤンマーの農業機械事業を、新会社・ヤンマーアグリジャパン株式会社に移管。
  - 2月20日 - 大阪市の長居陸上競技場及び長居第2陸上競技場の命名権を取得。同年3月1日より前者は「ヤンマースタジアム長居」、後者は「ヤンマーフィールド長居」の呼称を使用する[24]。ただし、FIFA（国際サッカー連盟）主催サッカー国際試合では命名権行使が禁止されているため、国際試合開催時は正式名称に戻される。
  - 4月1日 - 身体障害者や社会的弱者と呼ばれる方々の雇用・採用を目的とする新会社・ヤンマーシンビオシス株式会社を設立。
  - 12月 - 本社を、新築した「ヤンマー・フライング−Y・ビルディング」に移転[25]。
- 2016年（平成28年）
  - 3月1日 - トヨタ自動車とマリン（船舶）事業分野において業務提携することで基本合意したと発表[7][8]。
  - 10月1日 - 同社のトラクター「YT3シリーズ」が「グッドデザイン『金賞』」を受賞。
- 2017年（平成29年）12月 - 東京八重洲のヤンマービル建て替えに伴い、2022年（令和4年）夏頃までの予定で東京支社を秋葉原UDXへ移転[26]。
- 2018年（平成30年）
  - 3月1日 - ヤンマーの傘下にあるヤンマー建機およびヤンマーエネルギーシステムを、現物配当により持株会社であるヤンマーHDの100%子会社として移管。これに伴いヤンマー株式会社コンパクトエクイップメント事業本部、同エネルギーシステム事業本部を各事業会社に移管。
  - 4月2日 - 会社新設分割により、ヤンマー株式会社のアグリ事業本部を、持株会社であるヤンマーHDの100%子会社として、新会社ヤンマーアグリ株式会社を設立。
- 2019年（令和元年）9月5日 - 同社のマスコットキャラクター「ヤン坊マー坊」の意匠を誕生60周年の節目に刷新[27]。
- 2020年（令和2年）4月1日 - ヤンマーを3社に分割する組織再編が行われた（後述）[28]。
- 2021年（令和3年）
  - 3月1日 - 農業関連事業中核会社のヤンマーアグリと、農業機械製造子会社のヤンマー農機製造の2社を統合。
  - 3月31日 - 100％子会社であるヤンマークレジットサービスの株式の60%を、三井住友ファイナンス&リースに譲渡することに基本合意し、株式譲渡契約を締結。株式の譲渡は2021年7月1日[29]。
- 2022年（令和4年）
  - 12月1日 - パナソニック（二代目法人）と「分散型エネルギー事業」で協業。
  - 12月14日 - YANMAR TOKYO建て替え完了[30]。12月頃に秋葉原UDXから移転した。
- 2023年（令和5年）
  - 2月9日 - 不祥事により、同日付けでヤンマーホールディングス社外取締役の奥山清行が辞任[31]。
  - 6月20日 - 前年11月に発表したアニメプロジェクトを本格始動。オムニバス形式のオリジナルテレビアニメ『未ル わたしのみらい』を製作、2025年（令和7年）4月2日より毎日放送（関西ローカル）、およびTOKYO MX（関東ローカル）にて放送[32][33]。

## 主要製品

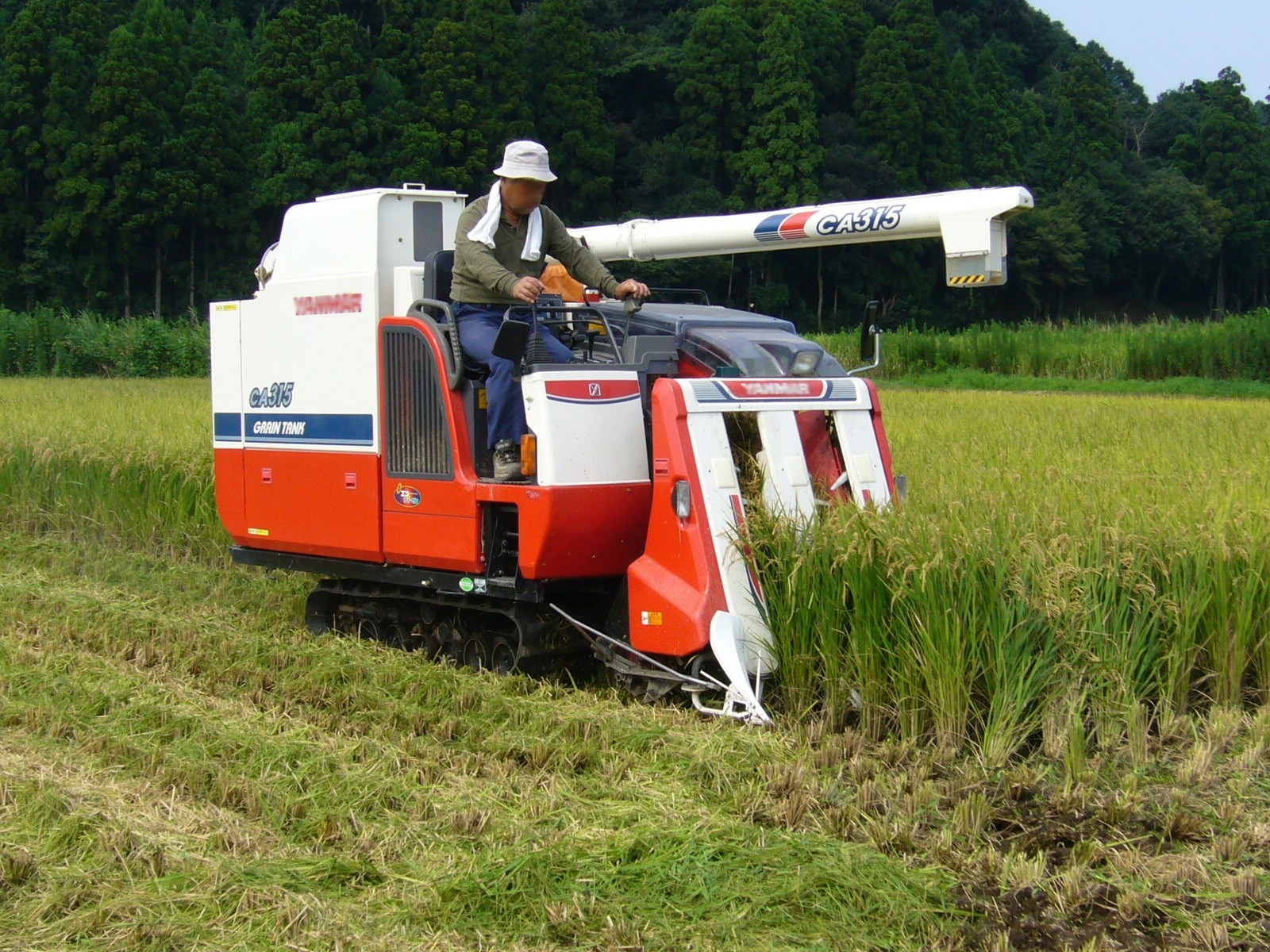
乗用自脱式コンバイン「カルテット CA315」（3条刈。2012年現在絶版）

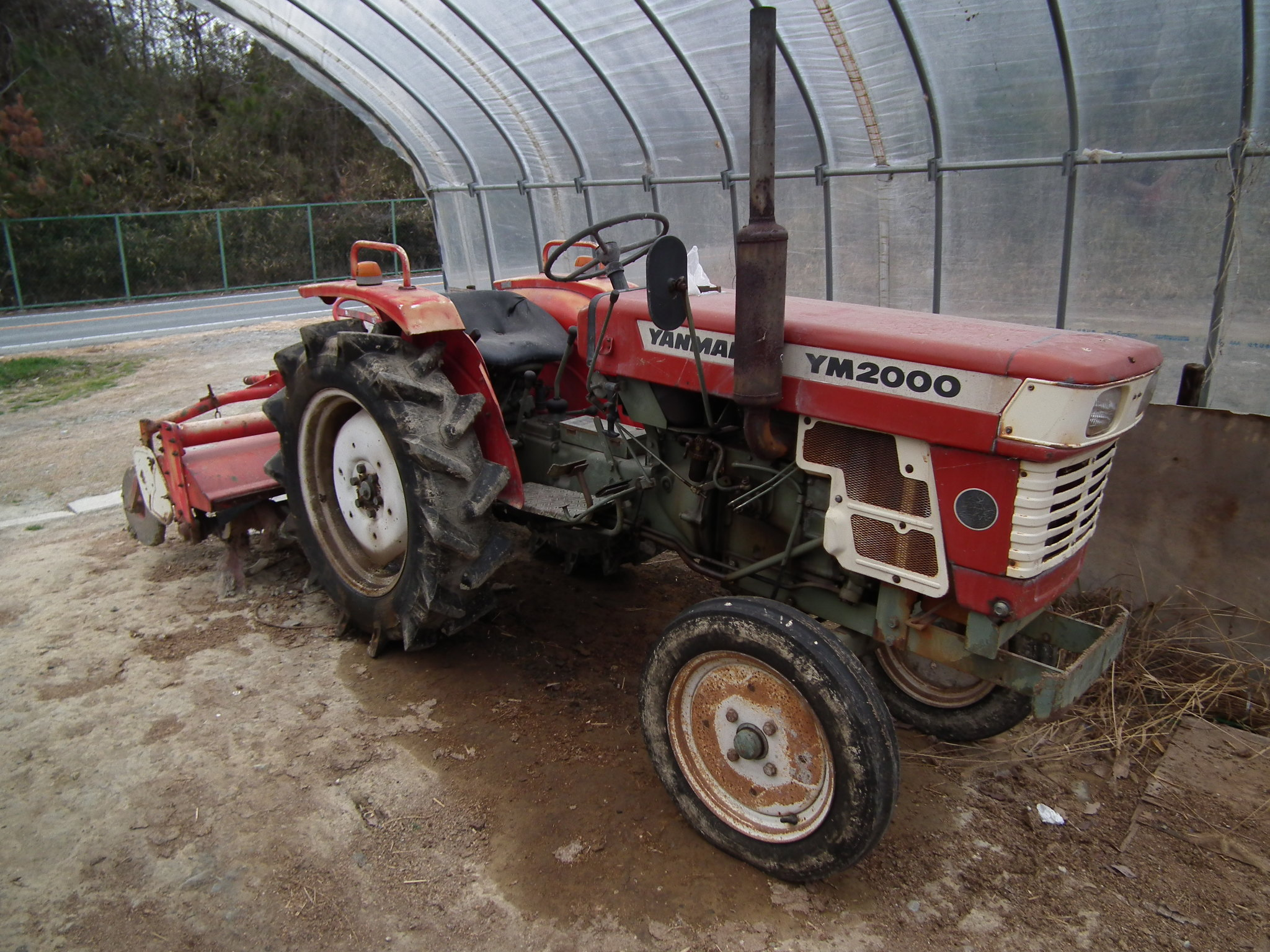
ヤンマートラクターの原型 「YM-2000」
（1975年-1977年頃のモデル）

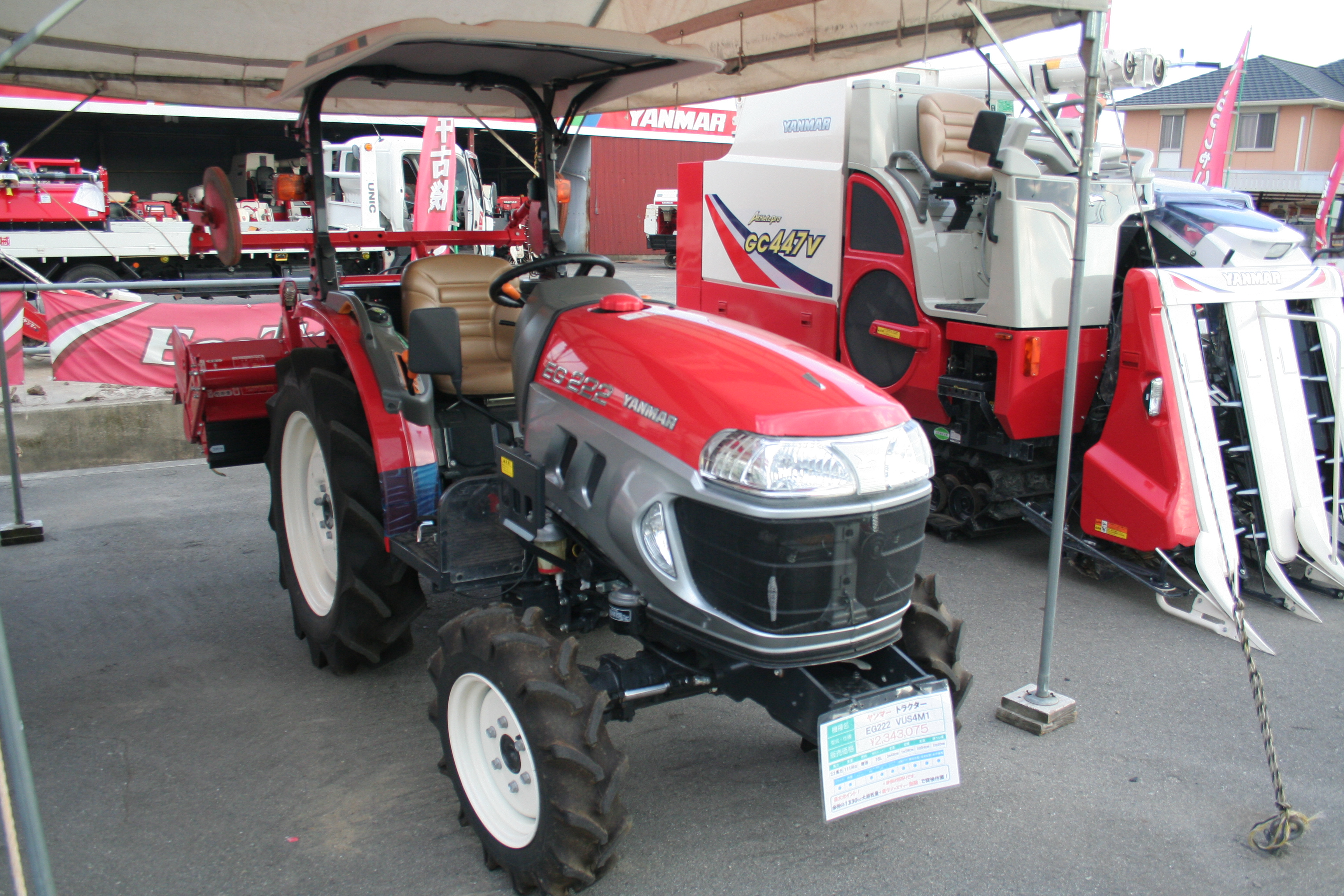
トラクター 「エコトラジャスティ EG222」（2017年現在絶版）

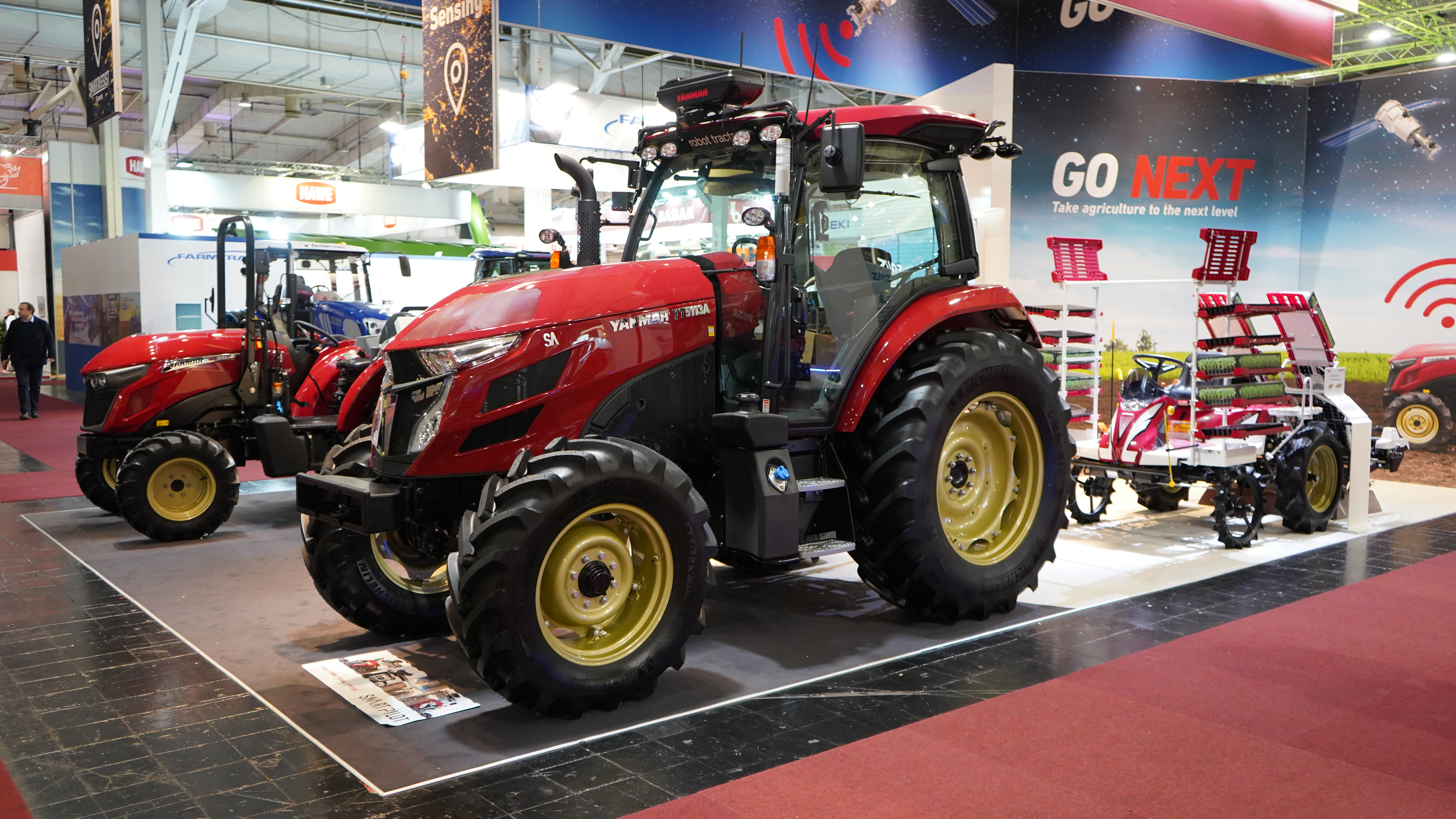
トラクター「YT5113A」
（画像は日本国外向けロボットトラクター仕様モデル）

主にディーゼルエンジンを得意とする企業で、汎用を含む産業用・農業機械用・小型漁船用等のエンジンを製作している。最近では農業機械向けのディーゼルエンジンとして機械式ガバナの代わりに電子制御式ガバナを採用し、ボタンひとつで2つのエンジン特性を選択する事が可能で、高効率・省燃費で且つ環境性・低エミッション性に優れる「エコディーゼル」シリーズが有名。
1996年（平成8年）に「エコディーゼル」が同社のトラクター「RS」シリーズ、「AF」シリーズ、「US」シリーズの一部に先行搭載された。「エコディーゼル」は後に同社の一部のコンバインや乗用型10条植田植機「GP10」にも搭載された。

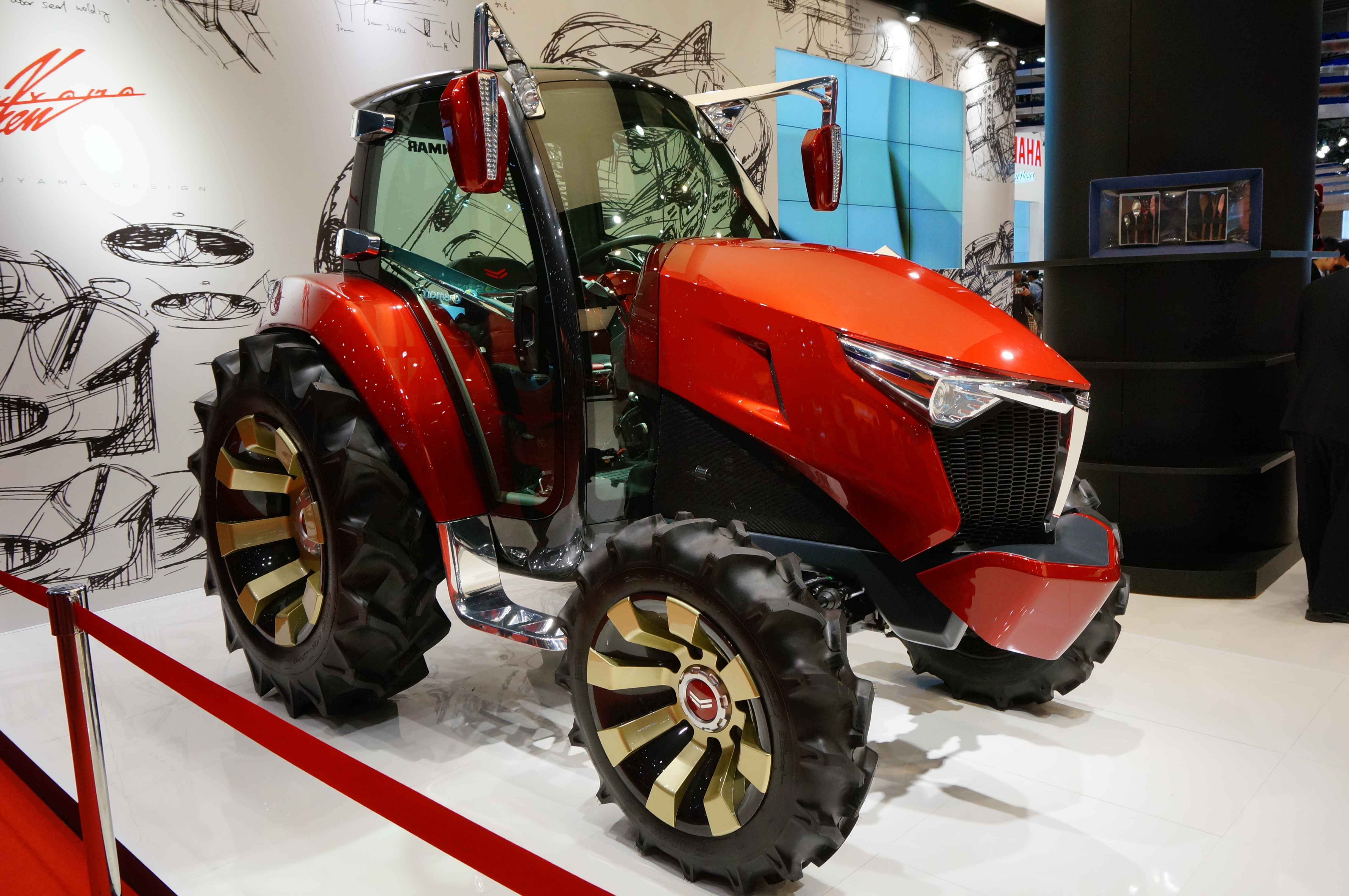
コンセプトトラクター YT01
（ショーモデル）

農業
ヰセキ同様、新機種開発時に農業機械としてはかなり革新的な技術を導入する事が多く、同社で初めて乗用型トラクターを開発したのは先述の通り1937年頃と、国内大手の農業機械メーカーとしては非常に早かった。
トラクター、コンバイン、田植機などの農業機械は連結子会社のヤンマー農機が販売していたが2009年2月21日以降よりヤンマーが販売する事となった。クボタや前述のヰセキと並び、大手農業機械メーカーのトップブランドの一つである。2018年現在IHIアグリテックおよび米国ジョンディアと業務提携中である。なお農業機械の製造に関しては、ヤンマーグループの構成企業の1つであるヤンマーアグリ株式会社が主に行っている。
なお、農業機械の生産高はクボタに次いで2024年（令和6年）現在、日本第2位となっている。
農業機械のみならず、カントリーエレベーターなど穀物の貯蔵と管理の省力・自動化設備、苗の育成や果実選別の自動化設備、バイオマスエネルギーボイラー、堆肥生産装置などの周辺事業も展開している。
農薬散布向けなどの産業用無人ヘリコプターについては、ヤマハ発動機との提携により、同社の無人ヘリコプター「RMAX」シリーズのOEM供給を受け、ヤンマー「AYH-3」として販売している。2015年1月からはOEM供給機種が同社の新型モデル「FAZER」シリーズとなり、ヤンマーとしての機種名も「YF390」となった。子会社のヤンマーヘリ&アグリ株式会社は、製品の販売のほか、無人ヘリコプターを用いて農薬散布・種籾直播などの作業を農業者から受託する事業も展開している。
建設
建設機械の分野では、小型油圧ショベルや小型ホイルローダーなどを得意とする。
- 発電溶接機 - 他社に多くのディーゼルエンジンを供給している。自社製品及びグループ企業であるヤンマー建機の発電溶接機にも自社開発エンジンを搭載している数少ないメーカーである。

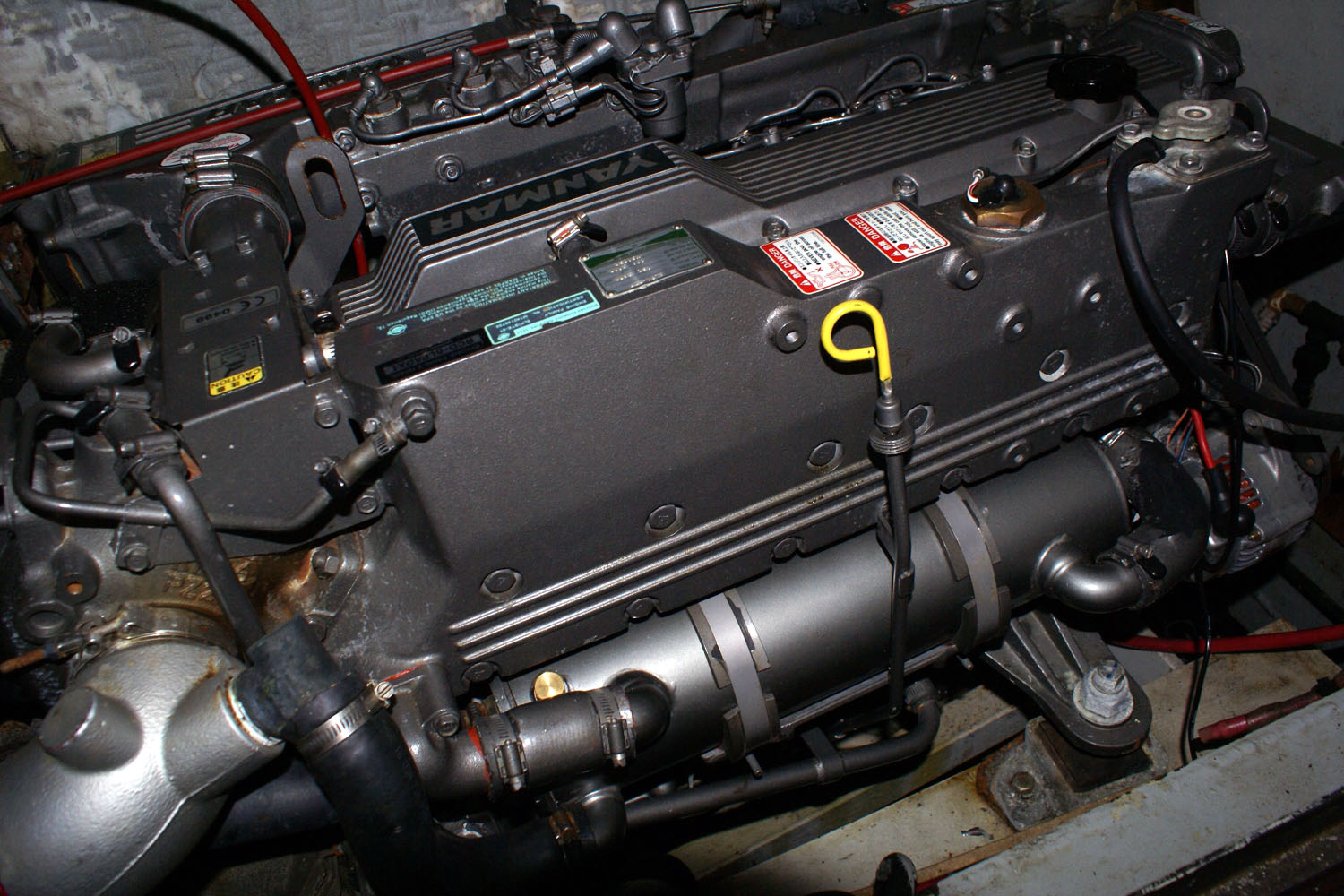
航海カヌー「ホクレア」の伴走船カマ・ヘレに搭載された6LP-DTP型ディーゼルエンジン

マリン・海洋
漁船、プレジャーボート、商船の主機関及び補機（発電機、ポンプ）の原動機用ディーゼル機関、圧縮機まで、文字通り小型から大型まで幅広く生産、販売しており、練習船海王丸の主機関にも、Z280-ST形が採用されている。また、舟艇体そのものも製作・販売しているほか、2006年（平成18年）11月には初のプレミアムブランドとなるアズールを立ち上げた。
周辺事業では、養殖関連、浮桟橋、ビーチクリーナー（砂浜清掃車）などの生産・販売も行っている。
その他
近年は、産業用の自家発電用発動発電機や小型〜中型の除雪機の生産・販売を行っている。
かつてヤンマーはロータリーエンジンのチェーンソーや船外機を開発し、その開発直後に販売した事がある。
かつては鉄道輸送用クールコンテナのリース並びにレンタルを行っていたが、長期リース中のものを除き、2009年（平成21年）にクールコンテナ事業から撤退している。
スマートアシスト
「製品一台ごとに異なる稼働状態」の情報を把握し、顧客と共有するアフターサービス体制をとっており、これをスマートアシスト (Smart Assist) と称している。

## 社屋
- YANMAR FLYING-Y BUILDING
  - 設計は日建設計、施工は竹中工務店。2014年9月竣工。最上階まで達する大きな壁面緑化は緑に覆われた「大地」を、風を受ける帆をイメージした全体の外観は「海」を表現する[35]。筒状のアルミルーバー材に人工土壌を不織布で包んだ新開発の植栽ユニットにより、建築外装材と壁面緑化の一体化と内部からも楽しめる壁面緑化が施されている。その技術面が評価され、第36回大阪都市景観建築賞奨励賞を受賞[36]。
  - 1階から4階までは商業施設となっており、ユニクロの国内3店目となるグローバル旗艦店「UNIQLO OSAKA」が2014年10月31日に開店した[37]。

- YANMAR TOKYO
  - 東京にあるヤンマー東京ビルを建て替え、2022年9月竣工、2023年1月13日グランドオープン[38][30]。クリエイティブディレクターである佐藤可士和のプロデュースで、「HANASAKA」をコンセプトに、ヤンマーらしさの象徴である「HANASAKA」を発信する拠点としての役割を果たす。地下1階レベルでJR東京駅、東京ミッドタウン八重洲、ヤエチカと直結する。3階より上のオフィスフロアは、ヤンマーグループ、ヤエチカの運営会社である八重洲地下街等の企業オフィスが入り、1階にはサステナブルな「お米」と「農業」の未来について考えるきっかけを提供する体験型コンテンツ「ヤンマー米ギャラリー」、2階には楽しみながらお米や食の魅力を体感できる複合店舗「YANMAR MARCHÉ TOKYO（ヤンマーマルシェトーキョー）」、地下1階にはイベントスペース「HANASAKA SQUARE」が設けられる。

## スポンサー番組

### 一社提供

#### テレビ
- 2025年6月現在無し。

#### ラジオ
- 2025年現在無し。

### 複数社提供
- ダイキンオーキッドレディスゴルフトーナメント（TBS。優勝者には副賞として当社よりプレジャーボートが贈られる）
- （Yanmar Presents） ゴラッソ!セレッソ（関西テレビ）2016年まで1社提供。2017年から日本ハムグループとの2社共同提供

### 過去の提供番組
- FTVニュース（福島テレビ） - 一社提供
- 宮田輝の日本縦断 ふるさと（NET）
- ヤンマーファミリーアワー（TBS）
  - 飛べ!孫悟空
  - ザ・チャンス!（のちに複数のスポンサーによる提供となる）
- ヤン坊マー坊天気予報（月曜日 - 金曜日（一部の局は土曜日も）の夕方あるいは深夜、関東（山梨県を含む）・関西両地区を除く各局で放送（日本テレビ系・TBS系が中心）。かつては、関東・関西両地区の各局や全国向けにBS朝日、独立UHF局で唯一KBS京都でも放送していた）。1959年6月1日に放送開始して以来、長きに渡り放送していたが、2014年3月31日を以って、約55年の歴史に幕を閉じた。
- ワールドビジネスサテライト（テレビ東京・TXN系・BSジャパン）※2016年10月3日 - 2017年3月31日
- ヤンマースペシャル 地球学校（毎日放送制作・TBS系）
- スポーツキッズ（毎日放送）
- EARTH Lab〜次の100年を考える〜（TBSテレビ・BS-TBS）
- 至福のとき〜プレミアムマルシェ〜（朝日放送）
- YANMAR presents プレミアムマルシェ〜至福の贈り物〜（RKB毎日放送）
- 山陰地区船舶気象通報（山陰放送）
- 本上まなみ Nature Breath（MBSラジオ、新潟放送と熊本放送へネット）
- ラジオ版ヤン坊マー坊天気予報（和歌山放送）
- 漁業ニュース（和歌山放送）
- 未ル わたしのみらい[39]（毎日放送・TOKYO MX）※一社提供。ヤンマー自身が製作プロデュース。

## CM出演者
- 吉幾三 - 1970年代にロータリーエンジンを搭載したモーターボートのCMに出演。CMソングも吉が歌った（当時の芸名は山岡英二）。
- フランキー堺 - 1976年（昭和51年）～1980年（昭和55年）にコンバイン（のちの後述する「カルテット」シリーズ）のCMに出演。
- 伴淳三郎 - 前述のフランキー堺とコンバインのCMで共演した。
- 浅茅陽子 - 1977年（昭和52年）〜1979年（昭和54年）に田植機「伊吹」、および「いちばん苗」シリーズのCMに出演。
- 小林旭 - 1977年〜1982年（昭和57年）にトラクター「YMシリーズ」およびその後継の「フォルテ」シリーズのCMに出演。自身の歌うCMソング『赤いトラクター』がヒットし、大きなイメージアップの原動力となった。また小林は同社の農機具のCM以外にもほぼ同年代に同社の建設機械および船舶のCMにも出演していた。ちなみに小林が1977年当時、同社のトラクターのCMに出演している時、ライバルのクボタのトラクターのCMには橋幸夫が、ヰセキのトラクターのCMには加山雄三がそれぞれ起用されていた。
- 菊地陽子 - 1983年（昭和58年）頃、田植機「すこやか」シリーズおよびコンバイン「カルテット」シリーズのCMに出演。
- 石田えり - 1989年〜1990年（平成2年）にトラクター「スーパーフォルテ&USシリーズ 友情を大切にしようね」篇のCMに出演。1980年代末期〜1990年代初頭に象徴される農業機械のCMらしくないライトな感覚のCMが印象的だった。
- 中島啓江 - 1990年代中期に乗用田植機「高速ニューすこやか」シリーズのCMに出演。
- 森島寛晃 - 1998年（平成10年）にトラクター「エコトラ」のCMに出演。
- 舞の海秀平 - 1999年（平成11年）〜2001年（平成13年）に丸ハンドル（FDS：Fulltime Drive System）コンバイン「GCシリーズ」のCMに出演。その後スモールクラスのトラクター「Ke（ケー）シリーズ」のCMにも出演した。
- 香川真司 - 2011年にCMに出演。
- 緒形拳

## 関連会社

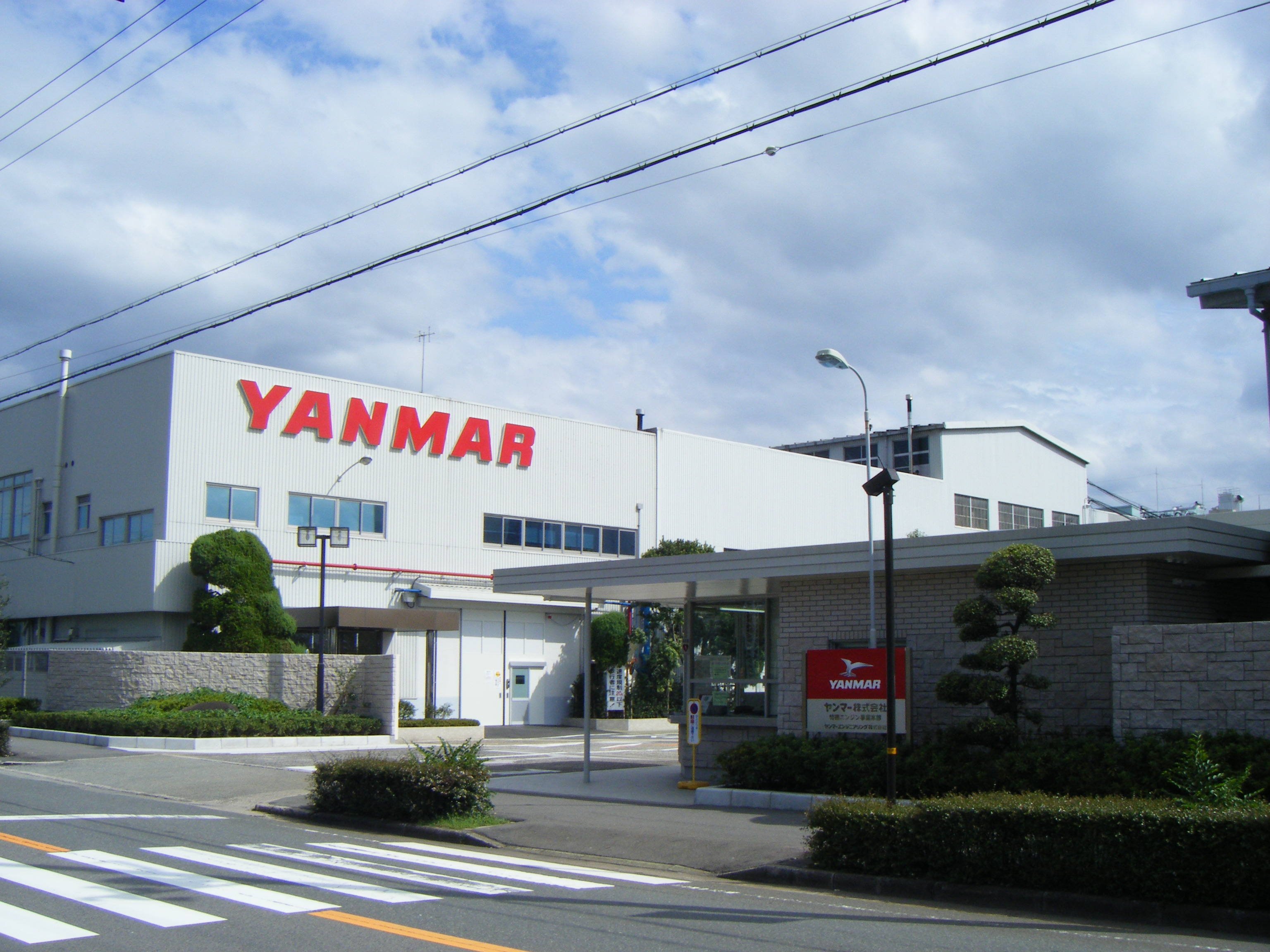
ヤンマー尼崎工場

2020年4月1日付で、事業会社の「ヤンマー株式会社」を部門ごとに3社に分割している。
- ヤンマーパワーテクノロジー株式会社 - エンジン部門。旧・ヤンマー株式会社。
- ヤンマーグローバルCS株式会社 - ヤンマーグループの部品・アフターサービス統括部門[40]。
- ヤンマーグローバルエキスパート株式会社 - ヤンマーグループのコーポレート（人事、総務、経理、IT、調達機能等）部門。

### 事業会社系列
- 株式会社神崎高級工機製作所
- ヤンマーアグリ株式会社
- ヤンマーヘリ&アグリ株式会社
- ヤンマーグリーンシステム株式会社
- ヤンマー建機株式会社（旧・竹下鉄工株式会社）
- ヤンマー舶用システム株式会社
- ヤンマーキャステクノ株式会社
- ヤンマーエンジニアリング株式会社
- ヤンマーエネルギーシステム株式会社
- ヤンマーアグリジャパン株式会社（旧・ヤンマー農機販売株式会社およびホクトヤンマー株式会社）
- ヤンマーシンビオシス株式会社
- ヤンマー沖縄株式会社（主に沖縄県を地盤とする）
- ヤンマーマルシェ株式会社 - 食ソリューションビジネス、リビング事業、直営レストラン（「ヤンマーマルシェ長居」「YANMAR MARCHÉ TOKYO」「海苔弁 八重八 by YANMAR MARCHÉ」「Premium Marché OSAKA」「Premium Marché BIWAKO」の運営
- ヤンマーコーポレーション株式会社 - ヤンマーサンセットマリーナ（滋賀県守山市）などの運営。セレッソ大阪の運営会社「株式会社セレッソ大阪」の主要株主。旧・セイレイ興産株式会社（2024年7月商号変更）。
  - 滋賀観光株式会社 - 琵琶湖カントリー倶楽部（滋賀県栗東市）を運営。2010年にセイレイ興産に吸収合併。
- ヤンマー保険サービス株式会社 - 2023年4月にセイレイ興産（現・ヤンマーコーポレーション）の保険代理店事業を分割し設立。

## 事件・不祥事・トラブル

### 「ヤンマー」商標差し止め訴訟
兵庫県の食品メーカーであるイトメンが1962年頃にインスタントラーメン商品に「ヤンマーラーメン」「やんまラーメン」「ヤンマーのざるそば」「ヤンマーの焼そば」等の名称を付けて発売を開始した。イトメンは販売に先立って1961年に麺類を対象として「ヤンマー」の商標登録を出願した。これに対してヤンマー（当時はヤンマーディーゼル）はイトメンの商標出願後、特許庁に異議を申し立てたが特許庁側は理由がないとして却下、1964年にイトメンによる「ヤンマー」の商標が登録された。このため、ヤンマーは消費者が混同して営業上の利益を害されるおそれがあることを理由に、「ヤンマー」の語の表示差し止めの仮処分を求め、1965年に神戸地方裁判所姫路支部に提訴した。神戸地裁姫路支部は1968年2月、ヤンマー側の名称が広く認識されている事実と商標の類似は認めたが、業態として競争関係になく、消費者が混同するおそれはないとしてヤンマー側の訴えを退けた。ヤンマーはこれを不服として大阪高等裁判所に控訴したが、ここでも同様の判断が示され、1972年2月にヤンマーの敗訴が確定した。なお、イトメンはその後「ヤンマー」の名称の使用を取りやめている。
- 判決概要（不正競争防止法判例データベース）
  - 神戸地裁姫路支部
  - 大阪高裁

### 労働問題
2005年（平成17年）2月と2006年（平成18年）2月から同社のびわ工場で勤務していた派遣労働者の男性2人が、1年の派遣契約を超えた状態で派遣労働が続いたことから、2008年（平成20年）2月にこの旨を滋賀労働局に申告し、同労働局は同社に対し是正勧告を実施した。しかしこれを受け同社は、これら2人の派遣労働者を、同年9月から5ヵ月間の期限付きでの直接雇用に切り替え、翌2009年（平成21年）2月に契約が終了したとして解雇した。これについて、この2人の派遣労働者は、解雇は違法だとして、同年3月12日に、正社員としての地位確認を求める訴えを大阪地裁に起こし、2009年現在係争中。

### 所得隠しの発覚
2008年（平成20年）3月期までの2年間に亘り約3億円の申告漏れがあったことを、2009年（平成21年）9月に大阪国税局の税務調査で指摘されたことが判明した。このうち約2億円については、仮装や隠蔽（海外子会社との業務委託契約の委託費として計上したが、実体が無いとされた）など意図的な所得隠しと認定され、約1億数千万円を追徴課税された。
また、同社は2012年（平成24年）2月にも、海外子会社への農業機械の販売を巡り、「実質的な資金援助に乗当たる」と判断され、同国税局から2010年3月期までの3年間で約1億2,000万円の所得隠しを指摘され、このほか、2015年（平成27年）8月にも、大阪国税局の税務調査を受け、2014年3月期までの3年間で、製造工場の設備修繕費を巡り、約1億円の所得隠しを指摘された。なお、ヤンマーホールディングスによると、経理ミスなどの申告漏れ総額は約19億円で同社は重加算税を含む追徴税額約8億円を全額納付した。関係者によると、同社は、滋賀県内の製造工場の設備の修理用部品を修繕費として計上したが、同国税局は「貯蔵品として資産に計上すべきで、費用には当たらない」と認定し意図的に経費を水増しして所得を圧縮していたと判断したとみられる。

### コンバインへの石綿含入
2007年（平成19年）2月から2010年（平成22年）1月にかけて販売したコンバイン約1,347台に、石綿（労働安全衛生法により使用が禁止されている）を使用した部品が含まれていたとして、大阪労働局が2010年5月6日に回収を指示した。

## 補足
過去には1958年（昭和33年）に最高出力4.6psの農機用単気筒249ccディーゼルエンジンを搭載したキャブオーバー型軽トラックの試作車「KT型」を発表し、更に2年後の1960年（昭和35年）には、空冷V型2気筒358ccのディーゼルエンジン「2A2形」を搭載したキャブオーバー型軽トラック「ポニー（KTY型）」を開発して市販に至ったが、低排気量ディーゼルエンジンの宿命で最高出力が9ps/3600rpmと、同排気量のガソリンエンジンを搭載したライバル車とは比べようもないほど低く、販売台数が振るわず僅か2年足らずで撤退している。

## その他
- 2014年3月31日まで放送されていた「ヤン坊マー坊天気予報」以外のスポットCMは流されていない。このため、全国ネットでの提供番組は上記の「ダイキンオーキッドレディスゴルフトーナメント」とスペシャル番組のみとなっている。ただし、2012年に関しては創業100周年にあたり、一部の地域ではスポットCMを流しており、2017年時点でも時折流している。